# Krystyna Wyczańska
Krystyna Wyczańska z domu Nowina-Sroczyńska, ps. „Zofia Kanalarka” (ur. 6 lutego 1922 w Krakowie, zm. 10 kwietnia 2014) – łączniczka Biura Informacji i Propagandy Armii Krajowej, w powstaniu warszawskim przewodniczka kanałowa, podharcmistrz, doktor nauk historycznych.

## Życiorys
Córka Walerii z Żeleńskich i Karola Nowiny-Sroczyńskiego, prawnika. Wnuczka Stanisława Żeleńskiego, brata Tadeusza Boya-Żeleńskiego. Była pierwszą żoną Andrzeja Wyczańskiego.
Początkowo mieszkała w Krakowie, następnie wraz z rodziną przeniosła się do Gdańska, gdzie w 1939 r. zdała maturę. Pod koniec sierpnia 1939 r. znalazła się w Warszawie i wraz z rodzicami zamieszkała u krewnych. Podczas okupacji niemieckiej, w 1940 r. rozpoczęła studia na Wydziale Historycznym na tajnych kompletach Uniwersytetu Warszawskiego. Wstąpiła również w szeregi podziemnego harcerstwa. Poznała wtedy m.in. Jana Bytnara (ps. „Rudy”), który stał się jej przyjacielem. Prowadzili wspólnie tzw. okrężną biblioteczkę, będącą jedną z akcji kulturalnych.

## Służba w Armii Krajowej
W 1942 r. wstąpiła do Armii Krajowej i została zaprzysiężona przez mjr. Tadeusza Wardejna-Zagórskiego (ps. „Gozdawa”). Rozpoczęła służbę łączniczki Biura Informacji i Propagandy. Pracowała, dostarczając materiały i informacje do redakcji „Wiadomości Polskich” oraz sekretarza pisma – prof. Tadeuszowi Manteufflowi. Zajmowała się również odbieraniem biuletynów „Agencji Prasowej” i przekazywaniem egzemplarzy do archiwum. W 1943 r. ukończyła kurs podharcmistrzowski; w tym samym czasie dostała informację, iż jest zagrożona aresztowaniem. Prawdopodobieństwo to wynikało z aresztowania Marii i Wandy Filarskich, które wraz z Krystyną Wyczańską wspierały przedostanie się Jana Nowaka-Jeziorańskiego z Gdańska do Sztokholmu. Postanowiła więc opuścić dom i ukrywać się od innym nazwiskiem, nadal jednak służąc w BIP-ie. W połowie 1944 r. wyjechała do Gidel i tam została przeszkolona w partyzantce. Pod koniec lipca wróciła do Warszawy.

## Walka w powstaniu warszawskim
1. dnia powstania warszawskiego Krystyna przybyła na punkt mobilizacyjny przy ul. Żytniej na Woli, gdzie przebywała służba łączności Komendy Głównej Armii Krajowej. Otrzymała meldunki, które miała dostarczyć do Śródmieścia. Około 7 sierpnia nie mogła powrócić na Wolę, zatrzymała się więc na Starym Mieście. Tam też znajdowało się nowe miejsce postoju Komendy Głównej. Rozpoczęła służbę pomocy sanitariuszkom działającym na Starówce. Po 13 sierpnia zgłosiła się na ochotniczkę do organizowanej grupy łączniczek kanałowych. Została przydzielona do ekipy sieci północnej (Śródmieście I – Stare Miasto – Żoliborz). Za służbę w łączności kanałowej została odznaczona Krzyżem Walecznych. Uzasadnienie płk. Antoniego Sanojcy (ps. „Kortum”) brzmiało: „zasłużyła na wyróżnienie [...] jako przewodniczka w specjalnie ciężkich warunkach bojowych”. Pod koniec sierpnia 1944 r. uczestniczyła w ewakuacji dowództwa i oddziałów powstańczych z bliskiej upadku Starówki. 27 sierpnia przeszła na Żoliborz. W tym czasie została ranna odłamkami granatu. Gdy już dotarła na teren Żoliborza, odesłano ją do powstańczego szpitala.
Po kapitulacji Żoliborza – 30 września dostała się do niewoli wraz z ludnością cywilną. Trafiła do obozu w Pruszkowie.

## Działalność naukowa i opozycyjna
Po wydostaniu się z Pruszkowa zamieszkała w Krakowie. W 1946 r. poślubiła Andrzeja Wyczańskiego, przyszłego profesora uniwersytetu w Białymstoku. Kontynuowała studia historyczne na Uniwersytecie Jagiellońskim, uzyskując tytuł magistra. W 1961 r. otrzymała stopień doktora na Wydziale Historycznym UW, następnie – docenta mianowanego. Z powodu represji ze strony władz komunistycznych wobec byłych żołnierzy Armii Krajowej, postanowiła nie ujawniać się. W 1980 r. wraz z kilkoma zaufanymi osobami utworzyła komórkę NSZZ „Solidarność”, przez co była szykanowana i przesłuchiwana przez SB. Przeszła na wcześniejszą emeryturę i rozpoczęła działalność w kole Komendy Głównej Armii Krajowej przy Światowym Związku Żołnierzy Armii Krajowej. Pracowała również nad spisywaniem swoich wspomnień, jak i redagowaniem innych publikacji na temat wojny i okupacji w Polsce.
11 listopada 2006 r. została odznaczona Krzyżem Oficerskim Orderu Odrodzenia Polski przez Prezydenta Rzeczypospolitej Polskiej.

## Publikacje naukowe
- K. Wyczańska, Polacy w Komunie Paryskiej, Wyd. MON, Warszawa 1957 (II wyd. poszerzone: MON, Warszawa 1971)
- Pamiętniki o Komunie Paryskiej, wybór K. Wyczańskiej, Wyd. PIW, Warszawa 1971
- Harcerki 1939-1945, wybór i oprac. K. Wyczańskiej przy współpracy Z. Florczak, D. Januszajtis-Połeciowej i A. Szolc, Wyd. PWN, Warszawa 1985
- Gimnazjum Polskie Macierzy Szkolnej w Gdańsku, Wyd. Gdańskie Towarzystwo Naukowe, Wydział I Nauk Społecznych i Humanistycznych, pod red. K. Wyczańskiej, Wrocław – Gdańsk 1989
- Żołnierze Komendy Głównej Armii Krajowej wspominają..., pod red. K. Wyczańskiej, Wyd. Pomost, Warszawa 1994